# HD 222093
HD 222093 är en dubbelstjärna belägen i den mellersta delen av stjärnbilden Vattumannen. Den har en skenbar magnitud av ca 5,68 och är svagt synlig för blotta ögat där ljusföroreningar ej förekommer. Baserat på parallax enligt Gaia Data Release 2 på ca 11,1 mas, beräknas den befinna sig på ett avstånd på ca 293 ljusår (ca 90 parsek) från solen. Den rör sig närmare solen med en heliocentrisk radialhastighet på ca -13 km/s.

## Egenskaper
Primärstjärnan HD 222093 A är en orange till gul jättestjärna av spektralklass K0 III, vilket anger att den förbrukat förrådet av väte i dess kärna och utvecklats bort från huvudserien. Den är en röd klumpstjärna, vilket anger att den ligger på den horisontella jättegrenen och genererar energi genom termonukleär fusion av helium i dess kärna. Den har en massa som är ca 1,5 solmassor, en radie som är ca 10 solradier och har ca 50 gånger solens utstrålning av energi från dess fotosfär vid en effektiv temperatur av ca 4 900 K.
Enligt Eggleton och Tokovinin (2008) är HD 221148 troligen en vid dubbelstjärna. Följeslagaren är en stjärna av magnitud 9,6 med en vinkelseparation av 33,1 bågsekunder från primärstjärnan. Washington Visual Double Star Catalog ger dock en magnitud av 11,19 med en vinkelseparation av 30,2 bågsekunder.